# Chiesetta di San Rocco (Rapallo)
La chiesetta di San Rocco è un luogo di culto cattolico situato nell'omonimo quartiere, in via Aurelia Levante, nel comune di Rapallo nella città metropolitana di Genova.

## Storia e descrizione

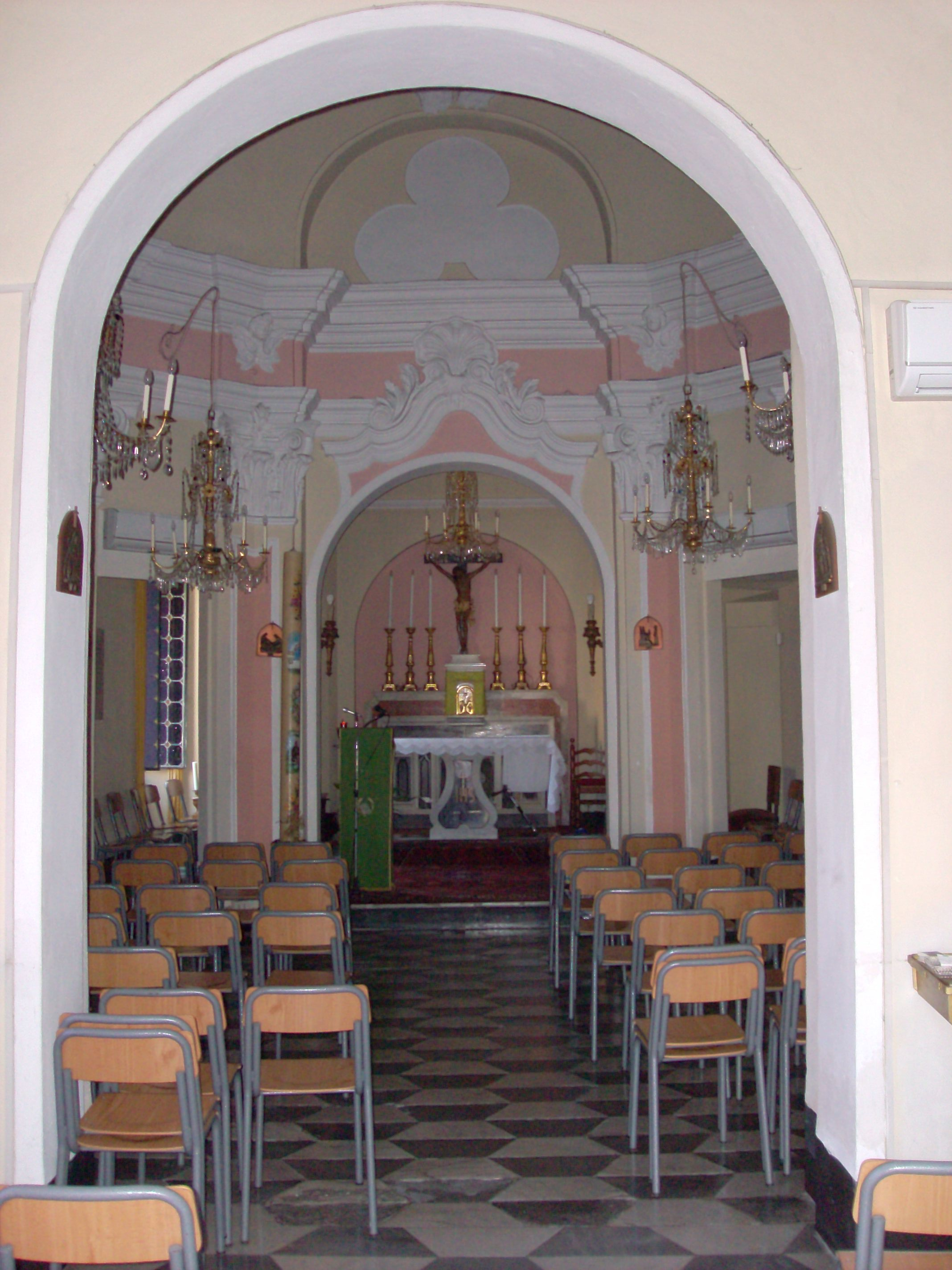
Particolare dell'interno

L'edificio costruito nell'anno 1497 su una piccola altura, fu dedicato a Santa Maria del Poggio o del Seglio, come risulta da atto del notaio Baldassarre De Coronata in data 2 agosto 1497.
Durante la pestilenza degli anni 1656-1657, Rapallo volle dedicare una cappella al santo protettore; per questo fu scelta quella di Santa Maria del Poggio, che da allora è intitolata a san Rocco, il pellegrino francese che, dopo esserne stato infettato, aveva compiuto miracolose guarigioni.
Nel 1763 vi risiedeva ancora un cappellano nominato dall'arciprete di Rapallo.
Negli anni sessanta del Novecento, per iniziativa dell'arciprete di Rapallo monsignor Giovanni Daneri, venne incorporato l'atrio antistante ove si collocò, fra le altre, una vetrata policroma raffigurante la Vergine Assunta in Cielo.
Nel 2011 le vetrate policrome istoriate sono state restaurate.